# Gmund am Tegernsee
Gmund am Tegernsee é um município da Alemanha, no distrito de Miesbach, na região administrativa de Oberbayern , estado de Baviera.